# Caigua (paroisse civile)
Pour les articles homonymes, voir Caigua.
Caigua est l'une des six paroisses civiles de la municipalité de Simón Bolívar dans l'État d'Anzoátegui au Venezuela. Sa capitale est Caigua.

## Géographie

### Démographie
Hormis sa capitale Caigua, la paroisse civile possède plusieurs localités, dont :
- Caigua
- Cerro Blanco (partagé avec El Pilar)
- Guariquero
- La China
- La Curbatera
- Palotal
- Panamayal
- San Juan
- Tamarindo